# Oxinasphaera penteumbonata
Oxinasphaera penteumbonata is een pissebed uit de familie Sphaeromatidae. De wetenschappelijke naam van de soort is voor het eerst geldig gepubliceerd in 2000 door Benvenuti, Messana & Schotte.